# Shun Nakamura (Fußballspieler, 1999)
Shun Nakamura (japanisch 中村 駿 Nakamura Shun; * 5. Mai 1999 in der Präfektur Ōita) ist ein japanischer Fußballspieler.

## Karriere
Shun Nakamura erlernte das Fußballspielen in der Schulmannschaft der Higashi Fukuoka High School sowie in der Universitätsmannschaft der Kokushikan-Universität. Seinen ersten Vertrag unterschrieb er am 1. Februar 2022 beim YSCC Yokohama. Der Verein aus Yokohama, einer Stadt in der Präfektur Kanagawa, spielt in der dritten japanischen Liga. Sein Drittligadebüt gab er am 27. März 2022 (3. Spieltag) im Auswärtsspiel gegen den Fukushima United FC. Hier wurde er in der 84. Minute für Hiroto Miyauchi eingewechselt. Fukushima gewann das Spiel 2:1.